# Korytne (obwód chmielnicki)
Korytne (ukr. Коритне) – wieś na Ukrainie w rejonie biłohirskim obwodu chmielnickiego.